# Nhạc dạo đầu
Tựa khúc hay tự khúc (tiếng Pháp: Ouverture) là phần âm nhạc được các dàn nhạc giao hưởng chơi ở đoạn mở đầu của một vở Opera hay Ba lê. Bằng cách này nó giới thiệu cho thính giả biến diễn biến sắp tới của tác phẩm. Từ ouverture trong tiếng Pháp có nghĩa là "mở" bởi vì nó "mở" đầu một chương trình.
Nhiều đoạn nhạc dạo đầu trong thế kỷ 18 đơn giản chỉ là nhạc nền để thu hút sự chú ý của thính giả. Một số nhà soạn nhạc như Gioacchino Rossini đã sử dụng cùng một đoạn nhạc dạo đầu cho hai vở kịch liên tiếp của mình, hoặc chỉ thay đổi tiết tấu của nó. Các nhạc công như Christoph Willibald Gluck và sau đó là Richard Wagner đã rất cẩn thận để thực hiện một đoạn nhạc dạo đầu gây ấn tượng mạnh với người xem. Wagner gọi bản nhạc dạo của ông là "Vorspiel". Tuy nhiên, không phải tất cả các nhà soạn nhạc đều viết nhạc dạo cho vở kịch của họ. Giuseppe Verdi và Giacomo Puccini thường đi thẳng vào những tình tiết của vở kịch hoặc phần mở đầu của họ rất ngắn.
Trong thế kỷ 19, các nhà soạn nhạc lãng mạn đã thực hiện các buổi hòa nhạc dành riêng cho nhạc dạo đầu. Những nhạc phẩm này không dành cho Opera hay Ba lê, chúng chỉ được nghe trong buổi hòa nhạc. Đôi khi, những nhạc phẩm này chiếm nhiều thời gian hơn một khúc nhạc dạo đầu bình thường (thường chỉ mất một vài phút), do đó chúng được gọi là giao hưởng thơ.